# Josip Bukal
Josip Bukal, né le 15 novembre 1945 à Okešinac à l'époque en Yougoslavie, aujourd'hui en Croatie, et mort le 30 août 2016 à Sarajevo en Bosnie-Herzégovine, est un joueur international yougoslave de football.

## Biographie

### En club
Josip Bukal débute au Željezničar Sarajevo, club avec lequel il dispute 290 matchs pour 111 buts, remportant un championnat de Yougoslavie en 1972. 
Avec le Željezničar Sarajevo, il participe à la Coupe d'Europe des clubs champions et à la Coupe de l'UEFA. En Coupe de l'UEFA, il inscrit un but face au FC Bruges en septembre 1971.
En 1973, il est transféré au Standard de Liège où il remporte la Coupe de la Ligue Pro en 1975. Il dispute 71 matchs et marque 46 buts lors de ses trois saisons passées en bord de Meuse, avant de retourner au Željezničar Sarajevo.  
Au total, il dispute 311 matchs et marque 116 buts en faveur du FK Željezničar Sarajevo. 
Josip Bukal réalise ses meilleures performances lors des saisons 1970-1971 et 1974-1975, où il inscrit à chaque fois 19 buts en championnat.

### En équipe nationale
Josip Bukal est sélectionné à 24 reprises avec l'équipe nationale de Yougoslavie, où il inscrit 10 buts.
Il joue son premier match en équipe nationale le 12 octobre 1966 en amical contre Israël. À cette occasion, il inscrit deux buts.
Il inscrit à nouveau deux buts le 4 juin 1969, lors d'un match face à la Finlande comptant pour les éliminatoires du mondial 1970. Il marque encore deux buts le 14 octobre 1970, lors d'un match face au Luxembourg comptant pour les tours préliminaires du championnat d'Europe 1972.
Son dernier doublé est inscrit le 22 septembre 1971 en amical face au Mexique. Son dernier match en sélection a lieu le 29 mai 1974, en amical contre la Hongrie.

## Palmarès
- Champion de Yougoslavie en 1972 avec le Željezničar Sarajevo
- Vainqueur de la Coupe de la Ligue Pro en 1975 avec le Standard de Liège